# Air Atlantic Congo
Air Atlantic Congo is een luchtvaartmaatschappij uit Congo-Brazzaville met haar thuisbasis in Pointe Noire.

## Geschiedenis
Air Atlantic Congo is opgericht in 2003.

## Vloot
De vloot van Air Atlantic Congo bestaat iit:(mei 2007)
- 1 Antonov AN-24RV